# Charalampos Stamboulidis
Haris Stamboulidis, (nacido el 22 de junio de 1996 en Melbourne, Australia) es un futbolista profesional greco-australiano que juega como defensa central. Actualmente milita en el Sabah FA de la Premier League de Malasia.

## Trayectoria
Es un defensa central formado en el Melbourne City de su ciudad natal y llegó a ser seleccionado con las categorías inferiores de Australia para varios torneos. Llegó a la máxima categoría de su país jugando en equipos como el Heideberg United FC y el Melbourne City. Luego, Haris se marchó a la universidad americana donde jugó en la NCAA con el Columbia University y debutó en la MSL con Colorado Rapids en la temporada 2016-17.
Durante la temporada 2018-19 disputa la Superliga griega en el conjunto del Aris Salónica Fútbol Club.  Además, el central fue internacional con las categorías inferiores sub-20 de Grecia 
En agosto de 2019, se incorpora a la estructura del Extremadura UD con el que alternará participaciones con el filial y con el primer equipo de la Segunda División de España.
El 8 de octubre de 2020, firma por la UP Langreo de la Segunda División B de España.
El 26 de agosto de 2021, se compromete con el Almopos Arideas de la Segunda Superliga de Grecia.
El 19 de enero de 2022, firma por el PASA Irodotos de la Segunda Superliga de Grecia.
El 31 de julio de 2022, firma por el NFC Veria de la Segunda Superliga de Grecia.
El 4 de febrero de 2023, regresa a España y firma por el Mar Menor Fútbol Club de la Segunda Federación.
Tras quedar libre, en abril de 2024 firma por el Sabah FA de la Premier League de Malasia hasta 2025.

## Clubes
| Club                      | País           | Temporadas        |
| ------------------------- | -------------- | ----------------- |
| Columbia Lions            | Estados Unidos | 2017 - 2018       |
| Aris Salónica Fútbol Club | Grecia         | 2018- 2019        |
| Extremadura UD            | España         | 2019 - 2020       |
| UP Langreo                | España         | 2020 - 2021       |
| Almopos Arideas           | Grecia         | 2021 - 2022       |
| PASA Irodotos             | Grecia         | 2022              |
| NFC Veria                 | Grecia         | 2022 - 2023       |
| Mar Menor Fútbol Club     | España         | 2023              |
| Sabah FA                  | Malasia        | 2024 - Actualidad |